# 南極無齒獅魚
南極無齒獅魚為輻鰭魚綱鮋形目杜父魚亞目獅子魚科的其中一種，分布於南冰洋的威德爾海、羅斯海、合作海、拉森海等海域，棲息深度可達550公尺，為深海底棲性魚類，體長可達7.1公分，屬肉食性，生活習性不明。

## 擴展閱讀
維基物種上的相關：南極無齒獅魚